# WrestleMania III
WrestleMania III fue la tercera edición de WrestleMania, un evento pago por visión de lucha libre profesional producido por la World Wrestling Federation (WWF). Tuvo lugar el 29 de marzo de 1987 en el Pontiac Silverdome en Pontiac, Míchigan. Es el segundo evento de la empresa con mayor número de asistentes, con 93 173 personas; hasta antes de 2016 era el primero, siendo superado por WrestleMania 32 con cifra de 101 763 asistentes.
WrestleMania III contó con doce combates, siendo Hulk Hogan versus Andre the Giant por el Campeonato Mundial Peso Pesado de la WWF, el evento principal. Además, también se efectuó una lucha por el Campeonato Intercontinental, entre el titular Randy Savage y Ricky Steamboat. Por otro lado, hubo varias rivalidades que se decidieron, como la que involucraba a Harley Race y Junkyard Dog; Adrian Adonis y Roddy Piper; The Honky Tonk Man y Jake Roberts; y la de los equipos The Hart Foundation y The Bristish Bulldogs.

## Producción

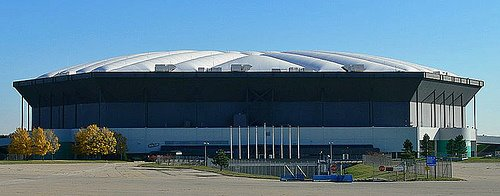
Escenario

El escenario del evento fue el Pontiac Silverdome, en Míchigan, y registró una asistencia de público de 93 173 personas. El acontecimiento se considera como el «pináculo del auge de la lucha libre de los años 1980», con casi un millón de fanáticos viendo el evento en 160 lugares de circuito cerrado de televisión en América del Norte. La WWF generó 1,6 millones de dólares estadounidenses en ventas de boletos, y los ingresos de pago por visión se estimaron en diez millones.
La cantante Aretha Franklin interpretó «America the Beautiful» antes del comienzo del espectáculo. Mary Hart, Bobby Heenan, Gorilla Monsoon, Bob Uecker y Jesse Ventura se encargaron de comentar el evento. Uecker, Hart, Vince McMahon y Gene Okerlund fueron entrevistadores. Monsoon y Ventura también actuaron como anunciadores. El músico Alice Cooper entró como secundario y acompañó a Jake Roberts en el cuadrilátero.

## Antecedentes

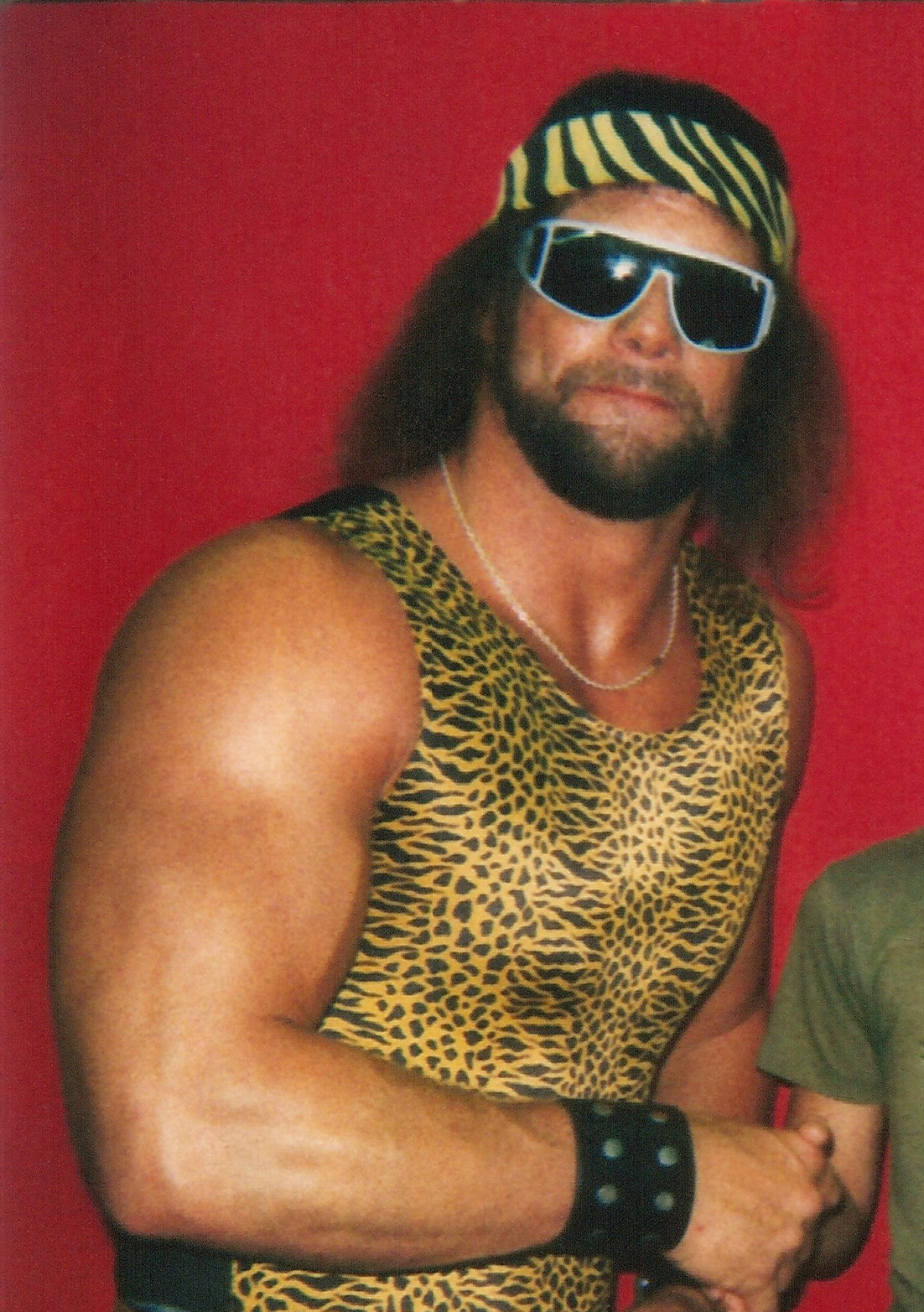
Randy Savage (en la imagen) luchó contra Ricky Steamboat por el Campeonato Intercontinental.

El feudo principal del evento fue entre André the Giant y el Campeón Mundial de la WWF Hulk Hogan. La rivalidad empezó cuando la WWF le entregó a Hogan un trofeo por haber retenido el campeonato durante tres años, celebración durante la cual su aliado y amigo André apareció para felicitarle. Al mismo tiempo, la empresa le dio a André un trofeo un poco más pequeño por haber estado invicto en la WWF durante quince años. Cuando Hulk le felicitó por el trofeo, el campeón fue el centro de atención de la entrevista y André, molesto, se largó del lugar durante el discurso del luchador. Finalmente, en el segmento de Roddy Piper, Piper's Pit, Hogan y André se vieron las caras. En ese encuentro, André cambió a heel y presentó a Bobby Heenan, un adversario de Hulk, como su nuevo mánager. Tras esto, André anunció su intención de luchar contra Hogan por el título en WrestleMania III, atacándole y rompiéndole su camisa.
Otro feudo que fue muy promocionado involucraba a Ricky Steamboat y el Campeón Intercontinental Randy Savage. La rivalidad empezó durante una lucha titular entre los dos cuando Savage atacó a Steamboat en el momento en que este saludaba a los fanes en el área de la arena. Savage luego empujó a Steamboat sobre la barrera de seguridad y realizó un codazo que impulsó la garganta del segundo contra la misma y golpeó la campana en su garganta desde la tercera cuerda, lesionando su laringe y enviándolo al hospital. Esto resultó en una larga y amarga rivalidad que duró por seis meses, incluyendo algunos enfrentamientos sangrientos y finalmente culminó en Wrestlemania. George «Animal» Steele estaba en la esquina de Steamboat, mientras guardaba sentimientos hacia la compañera de Savage, Miss Elizabeth.
La pugna entre Billy Jack Haynes y Hercules Hernandez empezó cuando Bobby Heenan se burlaba de Haynes, diciéndole que el auténtico maestro de la «full nelson» era Hercules, ya que ambos compartían ese movimiento. El punto culmen de la rivalidad llegó cuando Hercules atacó a Haynes en una edición de Superstars of Wrestling, donde se pactó su combate para WrestleMania, siendo promocionada como el «Full Nelson Challenge».
Otro feudo muy promocionado fue el que involucraba a Harley Race y Junkyard Dog. Cuando Race ganó el torneo King of the Ring, empezó a referirse a sí mismo como «King» Harley Race, llevando una corona y capa durante su entrada, así como la pieza de música clásica «Great Gates of Kiev», de Modest Músorgski. Después de sus victorias, Race obligaba a sus oponentes a arrodillarse delante de él. Normalmente, el mánager de Race, Bobby Heenan, forzaba a sus oponentes a arrodillarse agarrándoles del pelo. Junkyard Dog protestó contra la monarquía proclamada por Race en la empresa, llevándoles a un combate en Saturday Night's Main Event, en el cual intentaron hacer que Dog se arrodillara ante ellos. Esto les llevó a que se pactara un combate en WrestleMania III, con la estipulación de que el perdedor debía arrodillarse ante el ganador.

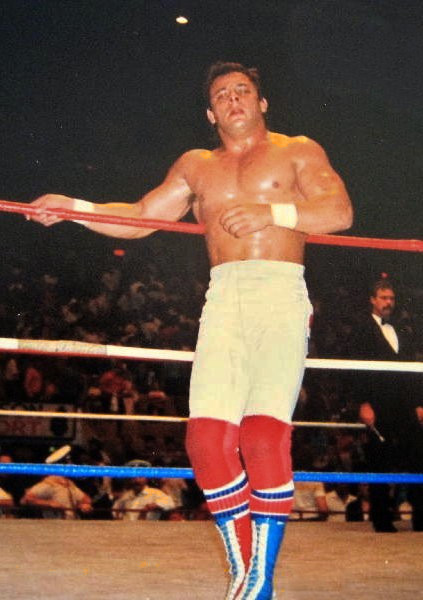
Dynamite Kid, del equipo The British Bulldogs.

El 26 de enero de 1987, The British Bulldogs perdió el Campeonato en Parejas de la WWF ante The Hart Foundation, debido a que durante la lucha, Dynamite Kid estaba tan debilitado que tuvo que ser llevado al cuadrilátero por Davey Boy Smith y no pudo competir. Danny Davis fue el árbitro del combate y vio que The Hart Foundation usó técnicas ilegales. Tras darle algún tiempo para recuperarse, los Bulldogs continuaron su rivalidad cuando se pactó un combate donde Tito Santana se les unió contra The Hart Foundation y Danny Davis en WrestleMania III.
El cantante de rock Alice Cooper estaba en la esquina de Jake «The Snake» Roberts durante su lucha contra Honky Tonk Man. Honky había atacado con una guitarra en el segmento de Roberts, The Snake Pit, la cual legítimamente le lesionó el cuello. Este evento empezó con el paso a face de Roberts al igual que el feudo entre los luchadores, el cual culminó en su lucha en Wrestlemania.
La rivalidad entre Adrian Adonis y Roddy Piper empezó cuando, después de un período de tiempo fuera de la WWF, Piper regresó a la empresa y vio que su segmento de entrevistas, el Piper's Pit, había sido reemplazado por The Flower Shop, otro fragmento presentado por Adrian Adonis. Piper, quien hacía su regreso como face, pasó semanas destrozando el espacio de Adonis e insultándole. Finalmente, Adonis, el antiguo guardaespaldas de Piper, «Cowboy» Bob Orton y Don Muraco le atacaron y humillaron, pintándole con pintalabios y dejándolo tirado en mitad de su set de entrevistas. En venganza, Roddy destrozó el escenario de Adrian con un bate de béisbol, terminando por pactarse un combate entre los dos en WrestleMania, donde el perdedor debía raparse la cabeza. Además, el enfrentamiento fue promocionado como la lucha de retiro de Piper, ya que quería centrarse en ser un actor a tiempo completo.

## Evento

### Desarrollo

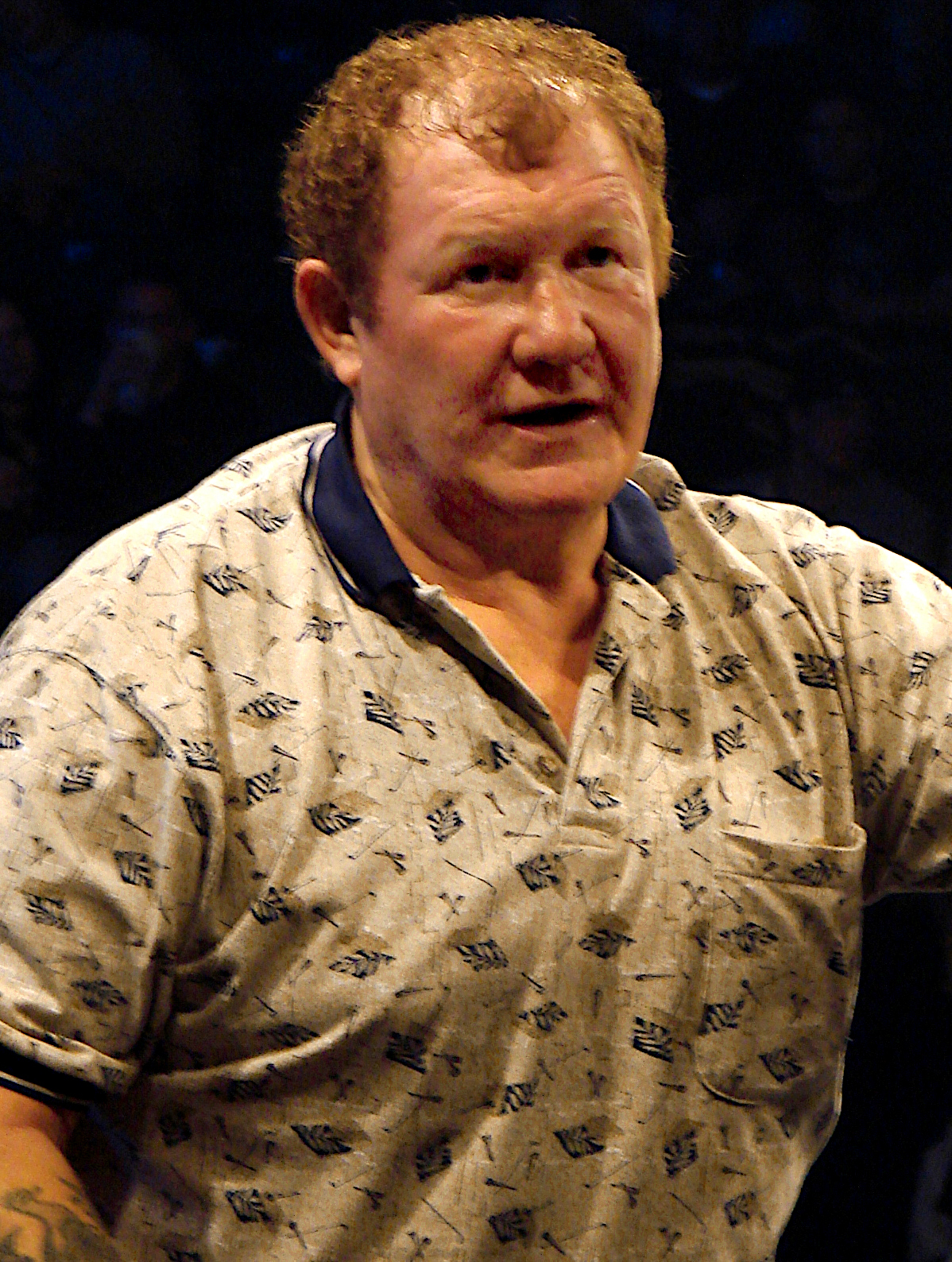
Harley Race (en la imagen) derrotó a Junkyard Dog.

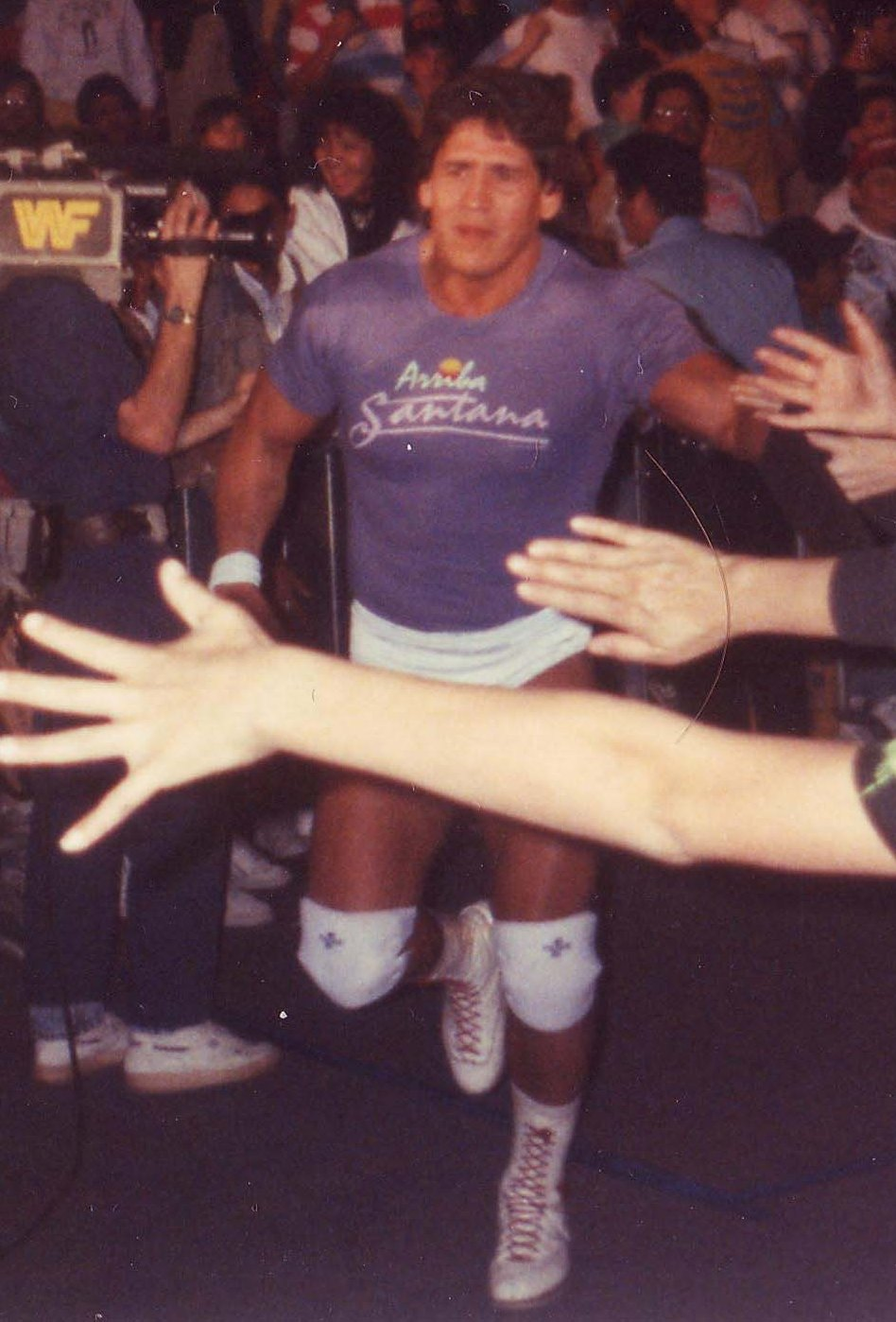
Tito Santana se alió con el equipo The Hart Foundation.

En el primer combate The Can-Am Connection (Rick Martel & Tom Zenk) se enfrentó al equipo conformado por Bob Orton Jr. y Don Muraco, secundados por Mr. Fuji. Martel le ejecutó un «Diving crossbody» a Muraco seguido de una cuenta de tres, lo que hizo que consiguieran la victoria.
La segunda pelea fue entre Hercules —con Bobby Heenan en su esquina— y Billy Jack Haynes en el «Full Nelson Challenge». Haynes encerró a Hércules con un «Full Nelson» fuera del cuadrilátero y ambos fueron descalificados por doble cuenta fuera. Después, Heenan le dio un rodillazo en la espalda a Haynes, el cual luego lo persiguió hasta el ring, donde Hércules lo sorprendió con su cadena, golpeándolo varias veces con ella hasta hacerle sangrar.
En la siguiente batalla, King Kong Bundy, Lord Littlebrook y Little Tokyo se midieron ante Hillbilly Jim, The Haiti Kid y Little Beaver. Las reglas eran que solo los enanos podían luchar contra los enanos y que ni Bundy ni Hillbilly podían atacarlos. El equipo de King Kong Bundy fue descalificado cuando este atacó a Little Beaver. Después de que Beaver hubiera «atacado» a Bundy en alguna ocasión durante el encuentro, finalmente lo atraparon y este último le golpeó con un «Body slam».
Junkyard Dog y Harley Race se enfrentaron en un combate del tipo «Loser Must Bow». Antes del comienzo, Gene Okerlund entrevistó a Bobby Heenan, Race y Moolah entre bastidores, donde Moolah predijo que Junkyard Dog tendría que «inclinarse ante el rey como se suponía que debía hacer». Luego, Bobby le dio a Moolah la corona y le dijo que «se la pusiera en la cabeza del rey después del encuentro». Durante el duelo, Race intentó sin éxito darle una cabezazo a Junkyard; no obstante, tras fallar, se recuperó y le ejecutó un «Belly to belly suplex» para obtener la victoria luego de que Bobby Heenan lo distrajera. Al final, Junkyard atacó a Race, tomó la túnica real y se puso el anillo en la mano.
El quinto enfrentamiento del día fue entre The Dream Team (Brutus Beefcake & Greg Valentine) —con Johnny Valiant y Dino Bravo en su esquina— y The Fabulous Rougeau Brothers (Jacques & Raymond). Dino Bravo saltó desde la cuerda superior y golpeó a Raymond mientras este sujetaba a Valentine, para posteriormente cubrirlo con un pin. Después de derrotar a los hermanos Rougeau, Greg Valentine se volvió hacia su compañero Brutus Beefcake para formar una alianza con Dino Bravo.
En la sexta contienda se enfrentaron Roddy Piper y Adrian Adonis, el cual estuvo acompañado por Jimmy Hart. Piper obtuvo la victoria, y después de terminar el combate, Brutus Beefcake subió al cuadrilátero y cortó el cabello de Adonis mientras Piper sostenía a Hart.
El siguiente encuentro fue un «Six-man tag team match» entre los poseedores del Campeonato Mundial de Parejas de la WWE, The Hart Foundation (Bret Hart & Jim Neidhart) y The British Bulldogs (Dynamite Kid & Davey Boy Smith), con Tito Santana. El exárbitro Dangerous Danny Davis, el cual hizo que los Bulldogs perdieran anteriormente su título ante los Hart, actuó como luchador. Danny Davis golpeó a Davey Boy con el megáfono de Jimmy Hart y le hizo una cuanta de tres para llevarse la victoria.
Butch Reed derrotó a Koko B. Ware con una cuenta «Roll-Up». Después de terminar, Slick —mánager de Reed— se subió al cuadrilátero y atacó a Ware con su bastón, pero Tito Santana acudió rápidamente y lo detuvo. Slick se retiró cuando Reed volvió al ring, pero este último recibió un «Dropkick» de Koko y Santana.
En la siguiente pelea, Randy Savage —secundado por Miss Elizabeth— defendió el Campeonato Intercontinental de Peso Pesado de la WWF ante Ricky Steamboat, acompañado por George Steele. En un momento, Savage estuvo a punto de usar el timbre como arma, pero Steele lo detuvo y lo tiró desde la cuerda superior. Cuando Savage intentó hacerle un «Scoop slam» a Steamboat, este lo invirtió en un «Roll-Up» para obtener la victoria y conseguir el título; se convirtió por lo tanto en la primera vez en la historia de WrestleMania que el Campeonato Intercontinental cambiaba de titular.
El décimo combate de la noche fue entre The Honky Tonk Man —secundado por Jimmy Hart— y Jake Roberts, con su serpiente Damian, sujetada por Alice Cooper en la esquina. Cuando Jake le iba a ejecutar un «DDT» a Honky, Jimmy Hart tiró de las piernas de Roberts; Honky enrolló a Roberts por detrás, se aferró a las cuerdas y lo sujetó para obtener la victoria. Después del final, el ganador intentó golpear a Honky con su propia guitarra, pero acabó estrellándola contra un poste. Luego, Alice Cooper subió al cuadrilátero y con Roberts ejecutándole a Hart un «Full Nelson», lo atacó con la serpiente Damian.
The Iron Sheik y Nikolai Volkoff —secundados por Slick— lucharon contra el equipo The Killer Bees (Jim Brunzell & B. Brian Blair). Cuando Sheik encerró a Brunzell en una sumisión «Camel clutch», Jim Duggan intervino y golpeó a Sheik en la espalda con su «2x4» frente al árbitro, lo que resultó que The Killer Bees fueran descalificados.
En el último combate Hulk Hogan defendió el Campeonato Mundial Peso Pesado WWF ante André the Giant, acompañado por Bobby Heenan. Hogan intentó hacerle un «Body slam» a su adversario, pero no pudo levantarlo. Después, André le ejecutó un «Clothesline» y probó con un «Big boot», pero este lo esquivó. A continuación, Hogan le aplicó a André un «Coop slam» seguido de una cuanta de tres para retener el título.

### Resultados

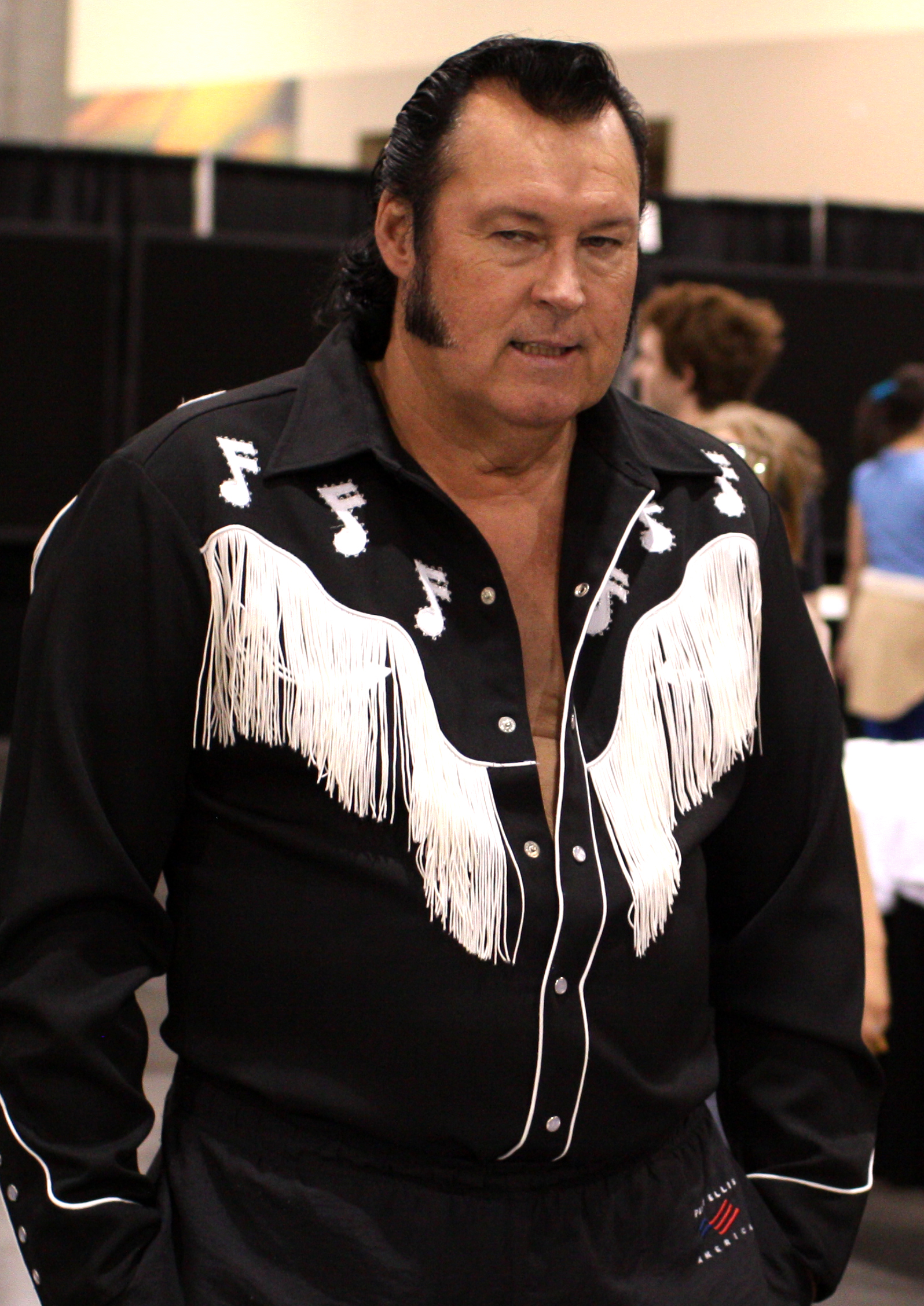
The Honky Tonk Man (en la imagen) derrotó a Jake Roberts.

- The Can-Am Connection (Rick Martel & Tom Zenk) derrotó a Bob Orton & The Magnificent Muraco (con Mr. Fuji) (5:37).[40]
  - Martel cubrió a Muraco después de un «High Crossbody».
- Billy Jack Haynes y Hercules (con Bobby Heenan) finalizaron sin resultado (7:44).[40]
  - Ambos fueron descalificados por doble cuenta fuera.
  - Después de la pelea, Hercules hizo sangrar a Haynes con su cadena.
- Hillbilly Jim, The Haiti Kid & Little Beaver derrotaron a King Kong Bundy, Little Tokyo & Lord Littlebrook por descalificación (3:25).[40]
  - Bundy fue descalificado cuando este atacó a Little Beaver. El árbitro consideró que era injusto que Bundy atacara a un hombre mucho más pequeño que él.
- Harley Race (con Bobby Heenan y The Spider Lady) derrotó a The Junkyard Dog en un «Loser Must Bow match» (4:22).[40]
  - Race cubrió a The Yunkyard Dog después de un «Belly to Belly Suplex».
  - Luego de la lucha, The Yunkyard Dog le hizo la reverencia a Race y lo atacó.
- The Dream Team (Greg Valentine & Brutus Beefcake) (con Johnny Valiant & Dino Bravo) derrotó a The Fabulous Rougeaus (Jacques Rougeau & Raymond Rougeau) (4:03).[40]
  - Valentine cubrió a Raymond con la ayuda de Dino Bravo.
  - Durante la lucha, Bravo interfirió a favor de Valentine & Breefcake.
- Roddy Piper derrotó a Adrian Adonis (con Jimmy Hart) en una lucha de «Hair vs. Hair match» (6:54).[40][41]
  - Piper forzó a Adonis a rendirse con una «Sleeperhold».
- The Hart Foundation (Bret Hart & Jim Neidhart) & Danny Davis (con Jimmy Hart) derrotó a The British Bulldogs (Davey Boy Smith & The Dynamite Kid) & Tito Santana (8:52).[40]
  - Davis cubrió a Smith después de golpearlo con el megáfono de Jimmy Hart.
- Butch Reed (con Slick) derrotó a Koko B. Ware (3:39).[40]
  - Reed cubre a Koko con un «Roll-Up».
- Ricky Steamboat (con George Steele) derrotó a Randy Savage (con Miss Elizabeth) y ganó el Campeonato Intercontinental Peso Pesado de la WWF (14:35).[40]
  - Steamboat cubrió a Savage con un «Roll-Up».
  - Durante la lucha, Steele interfirió a favor de Steamboat.

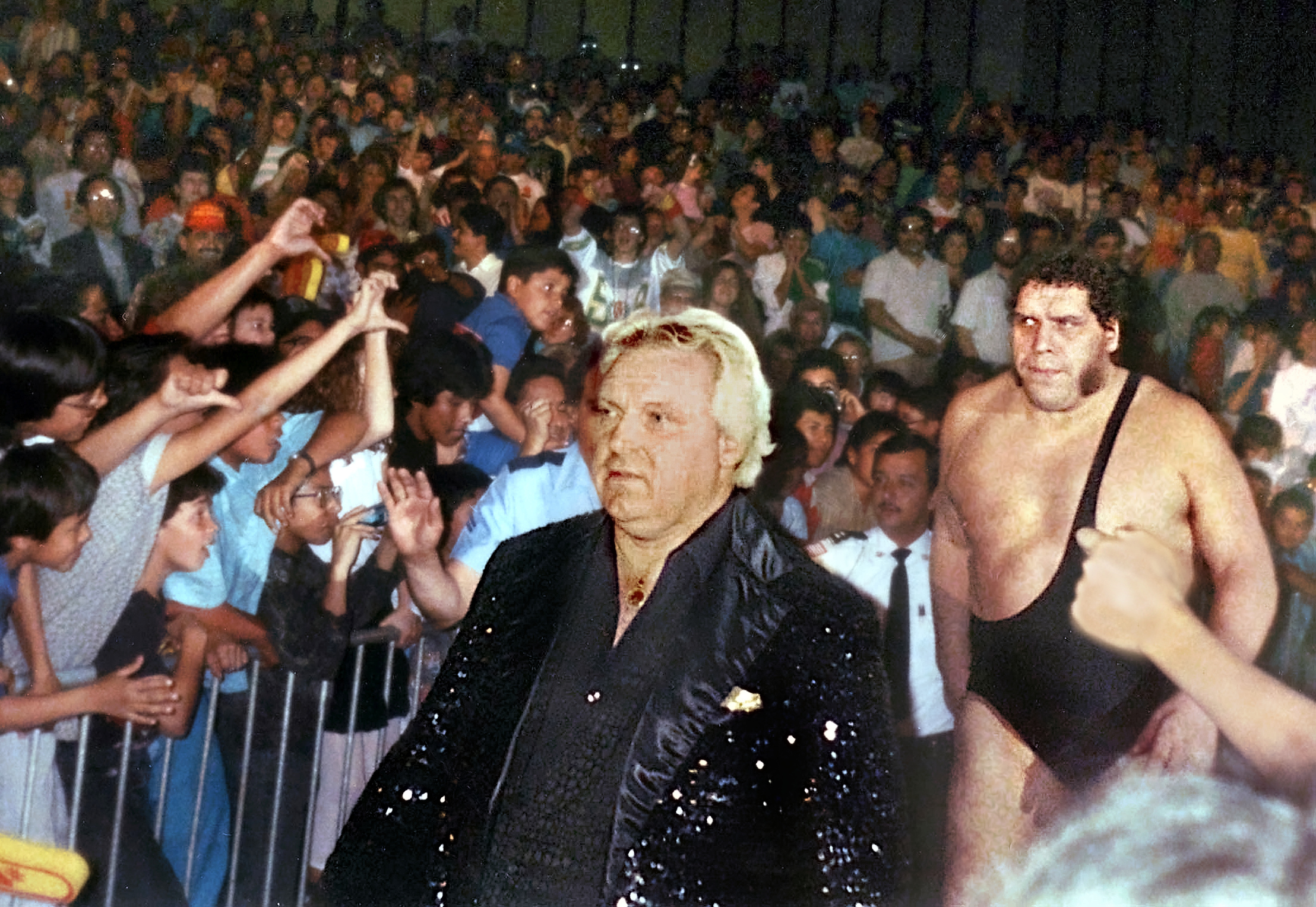
Bobby Heenan (izquierda) y André the Giant (derecha).

- The Honky Tonk Man (con Jimmy Hart) derrotó a Jake Roberts (con Alice Cooper) (7:04).[40]
  - The Honky Tonk Man cubrió a Roberts con un ataque ilegal.
  - Luego de la lucha, Roberts intentó atacar a Hart con su serpiente constrictora pitón llamada «Damien».
- The Iron Sheik & Nikolai Volkoff (con Slick) derrotaron a The Killer Bees (B. Brian Blair & Jim Brunzell) por descalificación (5:44).[40]
  - The Killer Bees fueron descalificados cuando Jim Duggan interfirió y atacó a Sheik con un «2x4».
- Hulk Hogan derrotó a André the Giant (con Bobby Heenan) y retuvo el Campeonato Mundial Peso Pesado de la WWF (12:01).[40]
  - Hogan cubrió a André después de un «Scoop Slam» y un «Atomic Leg Drop».
  - Este combate marcó el final de la racha invicta de André the Giant.

### Otros roles

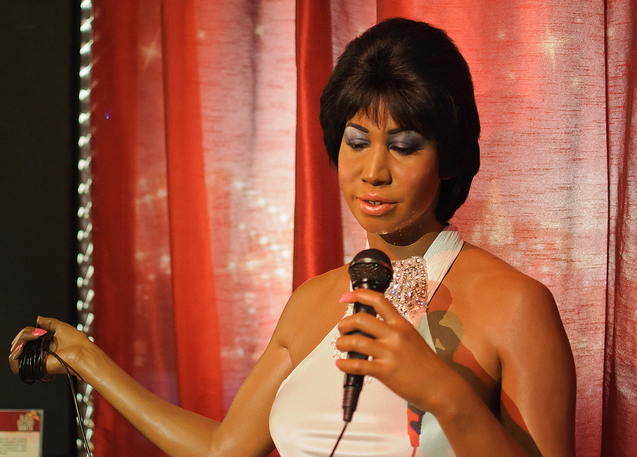
Aretha Franklin participó como vocalista invitada.

| Comentaristas - Mary Hart (en el «Six-man tag team match») - Bobby Heenan (en el «Dream Team match») - Gorilla Monsoon - Bob Uecker (en el «Mixed Tag Team match» y «6-man tag team match») - Jesse Ventura | Anunciadores - Gorilla Monsoon - Jesse Ventura Vocalista - Aretha Franklin Secundario - Alice Cooper | Árbitros - John Bonello - Dave Hebner - Jack Kruger - Jack Lutz - Joey Marella Cronometrador - Mary Hart | Entrevistadores - Mary Hart - Vince McMahon - Gene Okerlund - Bob Uecker |

## Consecuencias
Roddy Piper filmó las películas Hell Comes to Frogtown y They Live e hizo apariciones esporádicas en televisión antes de regresar finalmente para presentar un segmento de Piper's Pit en WrestleMania V. El primer partido televisado entre André y Hogan después de WrestleMania III fue en el The Main Event I en NBC del 5 de febrero de 1988, el cual lo vieron treinta y tres millones de asistentes, lo que lo convirtió en el combate más visto en la historia de la lucha profesional en América del Norte. Después de ganar el encuentro, André terminó el reinado de cuatro años de Hogan como campeón de la WWF con la ayuda de los árbitros Earl y Dave Hebner. Su enemistad culminó en una revancha en WrestleMania IV como parte de un torneo para coronar a un nuevo campeón. En él, ambos fueron descalificados por usar una silla de acero frente al árbitro Joey Marella.
Randy Savage continuó desafiando a Ricky Steamboat por el Campeonato Intercontinental. Finalmente, Steamboat perdió el título contra The Honky Tonk Man, para que después Savage se lo ganara. El 4 de septiembre de 1987, Randy ganó el Rey del Ring al derrotar a King Kong Bundy.

## Recepción

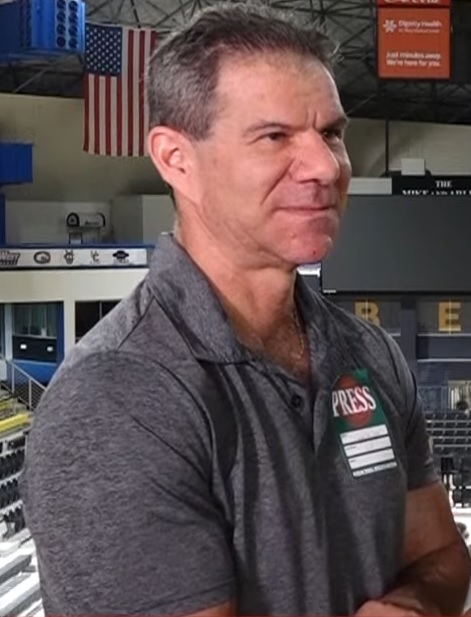
Dave Meltzer calificó de manera negativa el combate entre Hogan y André.

El evento recibió en su mayoría críticas positivas. El combate entre Savage y Steamboat ha sido clasificado por los críticos y otros luchadores como una de las mejores peleas de lucha libre. Las revistas Pro Wrestling Illustrated y Wrestling Observer Newsletter lo nombraron como la «lucha del año» de todo 1987. Por su parte, IGN lo clasificó en el número seis en su lista de veinte mejores enfrentamientos en la historia de WrestleMania. Jon Robinson, redactor del sitio web, lo describió como «un combate diferente a cualquier otro visto en la WWE en ese momento». Thomas Golianopoulos, de Complex Sports, lo clasificó en el segundo lugar de su listado de los cincuenta mejores encuentros del evento. También mencionó que: «Ambos muchachos trabajaron a la velocidad del rayo y todo, desde la agresividad de Steamboat hasta la participación de George Steele, jugó su parte».
Dave Meltzer calificó al enfrentamiento entre Hogan y André con un menos cuatro en el boletín del Wrestling Observer Newsletter. Asimismo, opinó que «puede ser uno de los principales eventos de WrestleMania, pero probablemente sea el peor en lo que respecta a la acción» y que «la pelea en sí fue absolutamente pútrida». En el trigésimo primer aniversario del combate, William Beltrán, de Súper Luchas, mencionó que fue «una de las luchas más importantes en la historia de la compañía» pero «una de las peores entre los dos».
Hubo numerosas afirmaciones de que la cifra de asistencia fijada en 93 173 personas que estableció una marca mundial de público en un evento es falsa y que el número real fue alrededor de 78 000 espectadores. Esto se basa en las afirmaciones de Dave Meltzer, quien recibió información del promotor Zane Bresloff de que sabía que sus compañeros de profesión regularmente inflaban las cifras de asistencia para que se viera mejor. No obstante, WrestleMania 32 superó el récord en 2016 con 101 763 asistentes.
John Canton, del sitio web TJR Retro, declaró: «...cuando pienso en WrestleMania III, las dos cosas que siempre recordaré son las dos coincidencias memorables. Por supuesto, estoy hablando de Ricky Steamboat contra Randy Savage y Hulk Hogan contra André the Giant». Por otro lado, Rob McNew, editor de 411Mania, señaló que «si bien Wrestlemania 2 era todo lo que Wrestlemania no debería ser, la tercera entrega fue todo lo que debería ser un Wrestlemania [...] Este es el espectáculo que realmente estableció a Wrestlemania como el Super Bowl de la lucha libre». McNew le dio al evento una nota de diez sobre diez, argumentando que fue «virtualmente perfecto».